# Синдром Вернера — Моррисона
ВИПома или синдром Вернера-Моррисона — вид эндокринной опухоли поджелудочной железы, возникающей из островковых клеток и секретирующей вазоактивный интестинальный пептид (ВИП). Характеризуется водянистой диареей, гипокалиемией и ахлоргидрией.

## Эпидемиология
Встречается 1 случай на 10 млн в возрасте от 17 до 73 лет, чаще у женщин (>65 %). Более чем в 50 % случаев носит злокачественный характер.

## Локализация
- хвост поджелудочной железы 75 %
- симпатический ствол 20 %
- пищевод, кишечник, печень и почки 5 %[3]

## Клиническая картина
Основным симптомом випомы является массивная водянистая диарея, похожая на диарею при холере, но в отличие от холеры, при випоме присутствуют схваткообразные боли в животе. Потеря жидкости в сутки может достигать 6-8 литров. Диарея возникает в результате высокой секрецией натрия и воды в просвет кишечника под влиянием вазоактивного интестинального полипептида. Быстро наступает обезвоживание и признаки гипокалиемии.

## Диагностика
- определение уровня электролитов (калий, хлор);
- определение уровня глюкозы (как правило, повышен);
- определение уровня вазоактивного интестинального пептида (резко повышен);
- УЗИ органов брюшной полости;
- КТ брюшной полости;
- определение уровня соляной кислоты в желудке;
- селективная абдоминальная ангиография[4].

## Лечение
В первую очередь необходимо провести внутривенную регидратацию. Поскольку потеря жидкости и электролитов продолжается из-за диареи, регидратация должна быть постоянной.
Основной метод лечения — хирургический. При невозможности проведения операции, назначается химиотерапия и симптоматическое лечение.